# Torrendiella
Torrendiella — рід грибів родини Sclerotiniaceae. Назва вперше опублікована 1911 року.